# Hanns Eisler
Hanns Eisler (6 de julio de 1898 - 6 de septiembre de 1962) fue un compositor alemán y luego austríaco de música clásica europea. Perteneció en un inicio a la Segunda Escuela de Viena, aunque después se sumó (muy libremente) a los postulados del realismo socialista, vinculado a la Nueva objetividad. Es el compositor del antiguo himno nacional de la extinta República Democrática Alemana.

## Biografía

### Primeros años
Eisler nació en Leipzig en 1898; su padre era un filósofo
y su madre la hija de un carnicero. En 1901 la familia se trasladó a Viena. Durante la Primera Guerra Mundial sirvió como soldado en la armada del Imperio austrohúngaro y fue herido varias veces en combate. Regresando a Viena después de la derrota de Austria,
estudió desde 1919 hasta 1923 con Arnold Schönberg, con lo que pasó a formar parte de la Segunda Escuela de Viena. Eisler fue el primero de los discípulos en componer con el dodecafonismo.

### Encuentro con Brecht

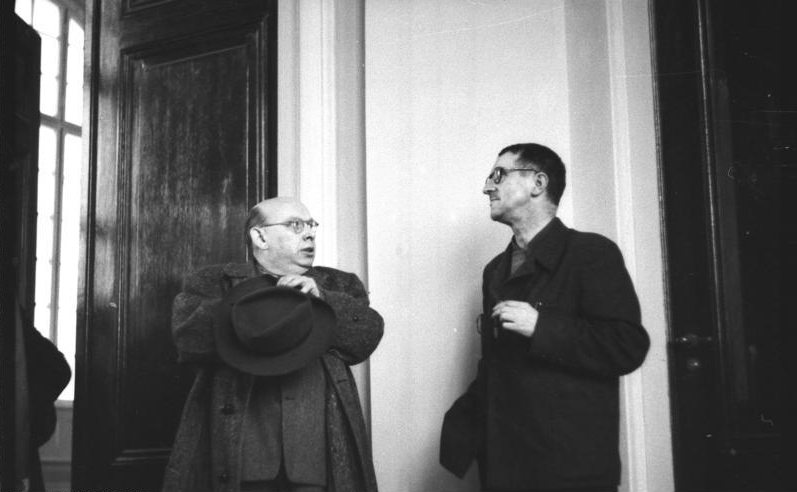
Eisler y Brecht

En 1925 Eisler se mudó a Berlín, entonces un lugar de intensa experimentación en la música, teatro, cine, arte y política. Ahí se identificó con el Partido Comunista Alemán, si bien nunca se inscribió en él. Su música se volvió intensamente orientada a temas políticos y, pese a la desaprobación de Schönberg, más "popular" en estilo con influencias del jazz y el cabaret. Se sumó al realismo socialista que se predicaba en la Unión Soviética pero muy libremente, sin el dogmatismo de aquella. Esta huida del expresionismo se inscribe en el movimiento de la Nueva Objetividad. Al mismo tiempo, trabajó estrechamente con Bertolt Brecht, cuya conversión al marxismo sucedió casi en la misma época. La colaboración entre los dos artistas duró el resto de la vida de Brecht. Eisler escribió la música para varias de las producciones teatrales de Brecht, incluyendo Las medidas (1930), La Madre (1931) y Schweik en la Segunda Guerra Mundial (1944). Ambos colaboraron también en las canciones de protesta que jugaron un rol en la agitación política de la República de Weimar a inicios de los años 1930. Su Canción de la Solidaridad se convirtió en un popular himno militante cantado en las protestas en las calles y reuniones públicas en toda Europa, y su Balada del Parágrafo 218 fue la primera canción que protestaba contra las leyes en contra del aborto. Las canciones de Brecht-Eisler de este período tendían a mirar la vida desde "abajo" - desde las perspectivas de las prostitutas, estafadores, desempleados y el proletariado pobre.

### Exilio
Después de 1933, la música de Eisler y la poesía de Brecht fueron censuradas por el Partido Nazi. Ambos artistas pasaron a la generación de exiliados antinazis que buscaron refugio en Estados Unidos. En Nueva York, Eisler enseñó composición en la New School y escribió música experimental de cámara y para documentales. Al trasladarse poco después a Los Ángeles, compuso música cinematográfica para Hollywood, dos de las cuales —Hangmen Also Die y None but the Lonely Heart — fueron candidatas al Oscar. En 1947 escribió el libro Composing for the Films (Componer para el cine) con Theodor Adorno. Pero en varias composiciones de música de cámara y corales de este período, Eisler regresó al dodecafonismo que había abandonado en Berlín. Sus Fourteen Ways of Describing the Rain (14 maneras de describir la lluvia) — compuesta para el 70.º cumpleaños de Arnold Schönberg -es considerada una obra maestra del género.
Las dos obras más notables de Eisler en los años 30 y 40 fueron la monumental Deutsche Sinfonie (Sinfonía Alemana de 1935-1957) — una sinfonía coral en once movimientos basados en poemas de Brecht e Ignazio Silone — y un ciclo de canciones artísticas (lieder) publicado como el Hollywooder Liederbuch (1938-1943). Con poemas de Brecht, Eduard Mörike, Hölderlin y Goethe, se consolidó la reputación de Eisler como uno de los compositores más importantes de Lied alemán.

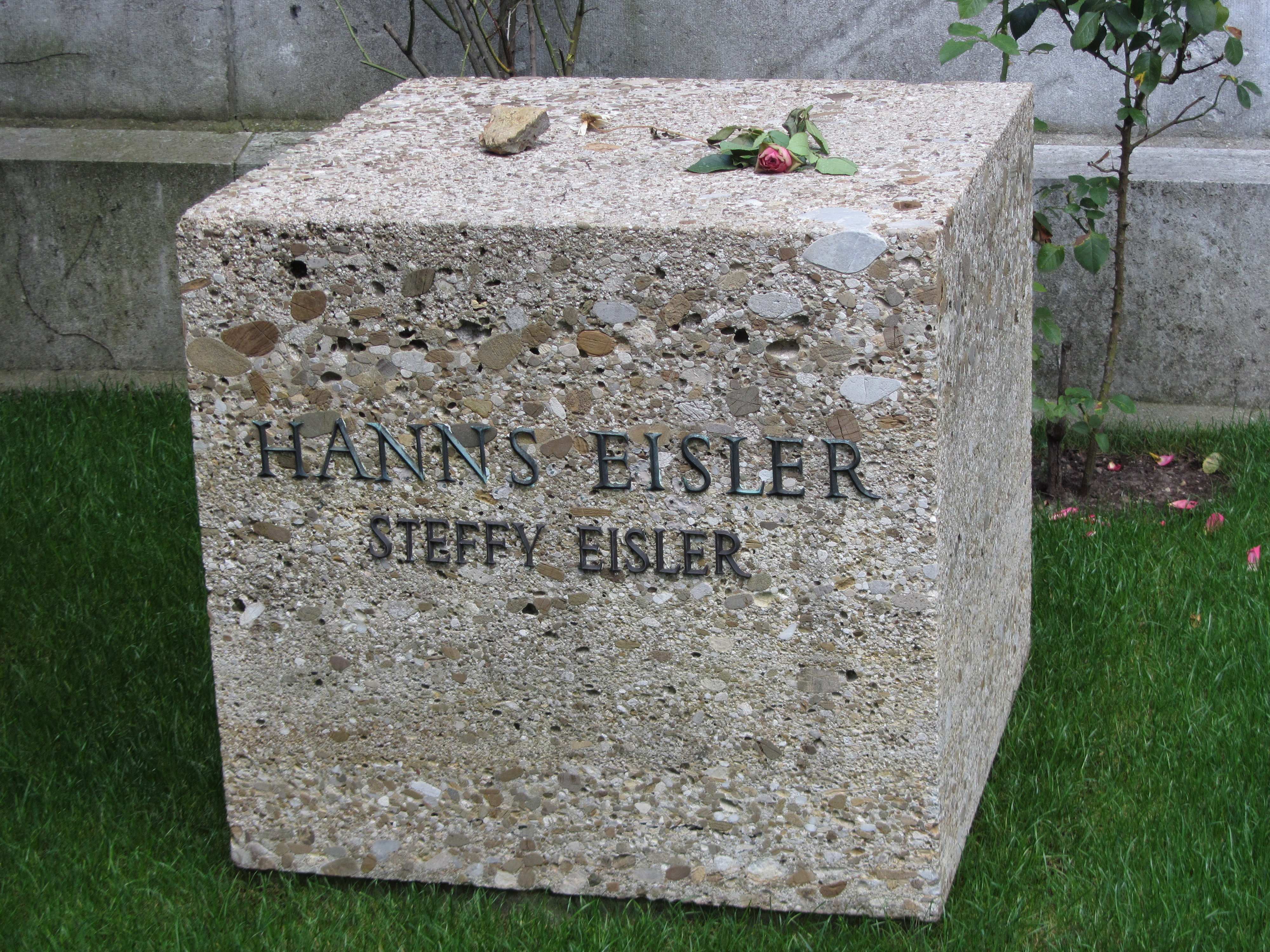
Tumba de Hanns Eisler en el cementerio de Dorotheenstadt en Berlín.

### Deportación y regreso a Alemania
La prometedora carrera de Eisler en los Estados Unidos fue interrumpida por la Guerra Fría. Él fue uno de los primeros artistas colocados en la "Lista negra de Hollywood" por los jefes de estudios cinematográficos durante el macartismo al recordarse sus anteriores simpatías por el socialismo en Alemania. En dos interrogatorios del Comité de la Casa Blanca para Actividades Antiamericanas, el compositor fue acusado de ser "el Karl Marx de la música" y el "agente jefe soviético en Hollywood". Los defensores de Eisler - entre los que estaban su amigo Charlie Chaplin y los compositores Ígor Stravinski, Aaron Copland y Leonard Bernstein — organizaron conciertos benéficos para reunir fondos para su defensa, pero fue deportado prontamente en 1948. La canción de Woodie Guthrie Eisler on the Go - que no pudo ser grabada y fue posteriormente adaptada por Billy Bragg & Wilco en el álbum Mermaid Avenue - es una protesta contra este hecho.
Eisler regresó a Alemania y se estableció en Berlín Este. Ahí compuso el himno nacional de la República Democrática Alemana (titulado Auferstanden aus Ruinen), un ciclo de canciones al estilo del cabaret con poemas satíricos de Kurt Tucholsky y música incidental para teatro, cine y televisión. Su proyecto más ambicioso de este período, una ópera moderna sobre el tema de Fausto, fue atacado por los censores comunistas y no fue terminada. Irónicamente, menos de cinco años después de que fuera deportado de los Estados Unidos por su "abierto apoyo al comunismo", Eisler fue forzado nuevamente a testificar en audiencias donde su "lealtad política al socialismo" fue cuestionada por el gobierno de la RDA debido a sus libertades artísticas y su larga estancia en Estados Unidos. Si bien continuó componiendo y enseñando en el conservatorio de Berlín Este, la distancia entre Eisler y los funcionarios culturales de la Alemania Oriental se fue agrandando en la última década de su vida. Eisler nunca se recuperó completamente de la muerte de Brecht en 1956 y en los años restantes cayó en una profunda depresión, que deterioró progresivamente su salud. 
Eisler murió en Berlín Este en setiembre de 1962 a causa de un infarto; está enterrado cerca de su amigo Brecht (y de la viuda de Brecht, la actriz Helene Weigel) en el cementerio de Dorotheenstadt (Berlín).

## Premios y distinciones
Premios Óscar
| Año  | Categoría                                              | Película              | Resultado |
| ---- | ------------------------------------------------------ | --------------------- | --------- |
| 1945 | Mejor banda sonora de una película dramática o comedia | Un corazón en peligro | Nominado  |

## Enlaces relacionados
- Varios textos de canciones de Eisler en The Lied and Art Song Texts Page.
- Grabaciones en http://www.allmusic.com/
- Página de Eisler en Universal Edition
- Internationale Hanns Eisler Gesellschaft
- EislerMusic.com
- Gisela May en Canción de una madre alemana
- Documentación del FBI sobre Hanns Eisler (en inglés)